# الحكومة العسكرية لجيش الولايات المتحدة في كوريا
كانت الحكومة العسكرية للجيش الأمريكي في كوريا (USAMGIK) هي الهيئة الرسمية الحاكمة للنصف الجنوبي من شبه الجزيرة الكورية منذ 8 سبتمبر 1945 إلى غاية 15 أغسطس 1948. عانت البلاد في هذه الفترة من الفوضى السياسية والاقتصادية التي نشأت بسبب مجموعة متنوعة من الأسباب. ولا تزال آثار ما بعد الاحتلال الياباني محسوسة في منطقة الاحتلال، وكذلك في المنطقة السوفياتية في الشمال. نشأ الاستياء الشعبي بسبب دعم حكومة الولايات المتحدة العسكرية للحكومة الاستعمارية اليابانية. وبعد رحيلها حافظت على اليابانيين السابقين كمستشارين في تجاهل تام وتفكيك قسري لجمهورية كوريا الشعبية (PRK)؛ ثم دعم انتخابات الأمم المتحدة التي قسمت البلاد.
بالإضافة إلى ذلك، كان الجيش الأمريكي غير مستعد إلى حد كبير للتحدي المتمثل في إدارة البلاد، بسبب جهله لعامل اللغة والوضع السياسي. وبالتالي، فإن العديد من سياسات الحكومة العسكرية للجيش الأمريكي في كوريا كان لها آثار مزعزعة للاستقرار. كما ساعدت موجات اللاجئين من كوريا الشمالية (المقدرة بـ 400,000) والعائدين من الخارج على إبقاء البلاد في حالة اضطراب.

## الخلفية
أُنشئت جمهورية كوريا الشعبية في آب / أغسطس بالتشاور مع السلطات اليابانية، وانتشرت بسرعة في جميع أنحاء البلاد (). لكن بعد وصول الحكومة العسكرية الأمريكية بقليل تم حظرها في الجنوب. فتنحى زعيم الجمهورية الشعبية ليوه وون هيونغ عن حزب العمل الشعبي الكوري. كما رفضت الإدارة الأمريكية الاعتراف بأعضاء الحكومة المؤقتة لجمهورية كوريا بقيادة كيم كو الذين اضطروا إلى دخول البلاد كمواطنين عاديين.

## أحداث رئيسية
في أعقاب استسلام إمبراطورية اليابان للحلفاء، شكل التقسيم عند خط العرض 38 بداية القيادة السوفيتية والأمريكية على كوريا الشمالية وكوريا الجنوبية ، على التوالي. اعتبارًا من عام 1945 إلى عام 1948 ، تم إعطاء المسؤولية العامة لكوريا الجنوبية للجنرال دوغلاس ماكارثر كقائد أعلى لقوات الحلفاء بسبب الأوامر الغامضة ونقص التوجيه من كل من رؤساء الأركان المشتركة ووزارة الخارجية فيما يتعلق بكوريا. قررت واشنطن العاصمة منح ماك آرثر حرية التعامل مع كوريا كيفما رغب. أمر الفيلق الرابع والعشرون تحت الملازم. الجنرال جون ر. هودج ليس فقط لقبول استسلام القوات اليابانية ولكن أيضا لإقامة احتلال عسكري لكوريا. حطت القوات الأمريكية في إنتشون في 8 سبتمبر 1945 ، وأنشأت حكومة عسكرية بعد ذلك بوقت قصير.

## اقتصاد
عانى اقتصاد كوريا الجنوبية خلال تلك الحقبة من تدهور حاد بالرغم من وضع الأسس لإنقاذه. إلا أن الفساد والتزوير كان من ضمن المشاكل الخطيرة التي هددته تلك الفترة.

## الإنحلال
بعد اجتماع الجمعية الدستورية والانتخابات الرئاسية التي أجريت في مايو ويوليو من عام 1948 على التوالي، أعلنت جمهورية كوريا رسميا في 15 أغسطس 1948، فيما انسحبت القوات الأمريكية أخيرا في عام 1949.